# Liber feudorum Ceritaniae
Книга феодов Сердани (лат. Liber feudorum Ceritaniae) — это книга (по сути реестр) регистрации феодов (владений) в пределах графств Сердань, Руссильон и Конфлан и феодальных повинностей вассалов графу. Книга состоит из 272 грамот на 379 листах с 32 красочными иллюстрациями на золотом фоне. Сохранилась в королевском архиве Арагона, королевской канцелярии, запись № 4. Вероятно, реестр был первоначально скопирован с части Liber feudorum maior (LFM), которая была издана на несколько десятилетий раньше. Книга содержит все документы, относящиеся к графствам Сердань и Руссильон, найденные в LFM, расположенные в точно таком же порядке, а также ещё шесть грамот. Большинство грамот в данном реестре охватывают 1172—1176 годы.
Текст Книги феодов Сердани, вероятно, был написан между 1200 и 1209 годами, хотя МакКранк Лоуренс предполагает что книга создана позже, примерно в 1237—1241 гг. В 1209 году Педро II Арагонский, владевший графствами Сердань и Руссильон, даровал их своему дяде Санчо, который утратил данные территории в 1185 году по приказу своего брата короля Альфонсо II. Самая ранняя грамота реестра датируется периодом правления Лотаря I.
Книга возможно представляет собой первую и единственную завершенную часть более крупного проекта региональной libri feudorum (книги феодов), созданного для дополнения LFM, которая в свою очередь также осталась незавершенной.

## Иллюстрации
32 миниатюры, имеющиеся в книге, за исключением одной на первом листе, принадлежат кисти одного художника. Каждый раздел содержит по одной иллюстрации. Они согласуются по размеру, с максимальной высотой 11,5 см и максимальной шириной 9,5 см. Все они имеют один сюжет: изображение графа либо заключающего руки своих вассалов в свои собственные, либо разговаривающего с ними со своего трона. Фоном всегда служат большие арки и колонны. Данные миниатюры никогда не служили объектом серьезного художественного исследования.
Первая иллюстрация, создана другим художником. Она изображает Исарна и Далмау, синьоров Кастельфольит-де-ла-Рока, оказывающих дань уважения Вифреду II графу Сердани. Рисунок имеет более высокий калибр, чем другие миниатюры, и написан в византийском стиле, который стал доминирующим в Каталонии около 1200 года. Предположительно художник, нарисовавший данную иллюстрацию, также украсил алтари в Сан-Садурни-де-Ротгер и Авия. Он также иллюстрировал рукопись Аврелия Августина De civitate Dei. Она выполнена более художественно, чем Liber feudorum Ceritaniae, но византийское влияние все ещё остро ощущается.
Второй художник, автор оставшихся 31 миниатюры, вероятно, был урожденным каталонцем, также украшавшим алтари. В его работах проявляется влияние современного ему искусства эмали, особенно южно-французской школы, сосредоточенной в Лиможе, особо активной в конце XII и начале XIII веков. Двенадцать миниатюр не закончены и определяется, что цвет и золотой фон были добавлены поверх предыдущего рисунка. Хотя данные миниатюры не являются художественно примечательными, они представляют собой ценный документ, изображающий основных каталонских лиц той эпохи:
- Иллюстрация 6V. изображает переговоры между графом Вильямом I графом Сердани и Фольком, епископом Уржельским относительно замка Кардона, которым владел Фольк[7]
- На иллюстрации 9V. изображен Святой Эрменгол, епископ Уржельский, дающий клятву верности Вифреду Второму[8]
- Иллюстрация 71 изображает обручения Госфредf III графа Руссильона и Эрменгарды, дочери виконта Бернара Атона IV и его жены Сесилии[9]. Такие изображения были редкостью в средневековых рукописях.
- Иллюстрация 73 изображает Альфонсо I Воителя, короля Арагона, получающего дань от Жирара Первого, графа Руссильона.